# Villa Santa Rita de Catuna
Villa Santa Rita de Catuna est une ville de la province de La Rioja, en Argentine, et le chef-lieu du département de General Ocampo. Elle est située à 190 km de La Rioja, la capitale de la province sur la route nationale 79.